# Dibsi Faraj
Dibsi Faraj är en fornlämning i Syrien. Den ligger i provinsen Aleppo, i den centrala delen av landet, 300 kilometer nordost om huvudstaden Damaskus. Dibsi Faraj ligger 302 meter över havet.
Terrängen runt Dibsi Faraj är platt. Trakten runt Dibsi Faraj är nära nog obefolkad, med mindre än två invånare per kvadratkilometer..